# Közép- és Kelet-Európa
Közép- és Kelet-Európa (KKE) az európai volt kommunista államok (keleti blokk) összefoglaló neve a vasfüggöny 1989-90-es felszámolása után. A szakirodalomban gyakori rövidítései: CEE (Central and Eastern Europe) vagy CEEC (Central and Eastern European Countries). A KKE-be tartoznak a keleti blokk országai a Szovjetunió második világháború utáni határától nyugatra, a Jugoszlávia szétesése után kialakult független államok, valamint a három balti ország: Észtország, Lettország és Litvánia, melyek nem csatlakoztak a Független Államok Közösségéhez (FÁK) a Szovjetunió másik 12 tagállamával.
Tehát Európa és Közép-Ázsia átmeneti gazdaságai két politikai-gazdasági entitást alkotnak: az egyik Közép- és Kelet-Európa országai, a másik a FÁK-államok. A KKE-országok tovább csoportosíthatók az Európai Unióhoz való kapcsolatuk szerint: az első bővítési hullámban, 2004. május 1-jén nyolc ország csatlakozott (Észtország, Lettország, Litvánia, Lengyelország, Csehország, Szlovákia, Magyarország és Szlovénia), a második hullámban, 2007. január 1-jével pedig további kettő (Románia és Bulgária), a harmadik hullámban pedig 2013. július 1-jével Horvátország. A Világbank szerint „az átmenet lezárult” a 2004-ben és 2007-ben csatlakozott tíz ország számára. Más felosztások történelmi és kulturális alapon csoportosítják tovább a térség országait: megkülönböztetik a nyugati kultúrkörhöz közelebb álló országokat (visegrádi országok, balti államok, Szlovénia, Horvátország, Német Demokratikus Köztársaság) és az észak-balkáni államokat.
Közép- és Kelet-Európa az alábbi volt szocialista országokat tartalmazza:
- Észtország – az Európai Unió tagállama
- Lettország – az Európai Unió tagállama
- Litvánia – az Európai Unió tagállama
- Lengyelország – az Európai Unió tagállama
- Németország (NDK) – az Európai Unió tagállama
- Csehország – az Európai Unió tagállama
- Szlovákia – az Európai Unió tagállama
- Magyarország – az Európai Unió tagállama
- Románia – az Európai Unió tagállama
- Bulgária – az Európai Unió tagállama
- Szlovénia – az Európai Unió tagállama
- Horvátország – az Európai Unió tagállama
- Bosznia-Hercegovina
- Szerbia
- Koszovó (az ENSZ nem minden tagállama ismeri el)
- Albánia
- Montenegró
- Észak-Macedónia

Európa többi volt kommunista állama – Fehéroroszország, Ukrajna, Moldova és Oroszország – a FÁK tagja és nem az Európai Unió felé orientálódik. Ugyanakkor bizonyos esetekben előfordul, hogy a Közép- és Kelet-Európa elnevezést tágabb értelmezéssel ezekre az országokra is kiterjesztik. Időnként Ausztriát is a közép- és kelet-európai országok között említik, bár nem tartozik a volt szocialista országok közé (ugyanakkor 1945-től 1955-ig keleti területei szovjet megszállás alatt álltak).
A „Közép- és Kelet-Európa” (Central and Eastern Europe, CEE) kifejezés mára az átmeneti gazdaságok kontextusában felváltotta a Kelet-Közép-Európát, főként azért, mert az előbbi angol nyelvű rövidítése (ECE, East-Central Europe) kétértelmű, többnyire az Európai Gazdasági Bizottság (Economic Commission for Europe) rövidítéseként terjedt el. A magyar nyelvben szokás az elnevezést Közép-Kelet-Európa alakban leegyszerűsítve is használni, ami etimológiailag helytelen (Kelet-Európa középső részét jelentené).

## Fordítás
- Ez a szócikk részben vagy egészben a Central and Eastern Europe című angol Wikipédia-szócikk ezen változatának fordításán alapul.  Az eredeti cikk szerkesztőit annak laptörténete sorolja fel. Ez a jelzés csupán a megfogalmazás eredetét és a szerzői jogokat jelzi, nem szolgál a cikkben szereplő információk forrásmegjelöléseként.

## Kapcsolódó irodalom
- Privatizáció Kelet-Európában. Alternatívák, érdekek, törvények (szerzők: Apáthy Ervin, Csillag István et al., szerk.: Mizsei Kálmán), Atlantisz Könyvkiadó, Budapest, 1991 (East-European Non-Fiction), ISBN 9637978011